# 카카오엔터테인먼트
카카오엔터테인먼트(영어: Kakao Entertainment Corp.)는 김범수의 소유로 대한민국의 엔터테인먼트 기업이다. 음악 및 기타 오디오물 출판업, 매니저업, 음반 및 기타 음악 기록매체 출판업, 일반 영화 및 비디오물 제작업, 공연·전시·행사 기획 및 대행업, 웹툰·웹소설 유통, 콘텐츠 제작 및 유통, 소셜커머스 등을 여러 사업을 하고 있다.
2021년 3월 2일, 카카오페이지 주식회사와의 합병으로 설립되었다.

## 미디어부문

### 영상 콘텐츠 제작
- 메가몬스터
- 로고스필름
- 글앤그림미디어
- 바람픽쳐스
- 크로스픽쳐스
- 크래들스튜디오
- 쓰리와이코프레이션
- 오오티비
- 영화사 월광
- 사나이픽처스
- 영화사 집
- 글라인

### 영상 스트리밍 기술
- 아이앤아이소프트

### 콘텐츠 커머스 및 마케팅
- 돌고래유괴단
- 스튜디오좋
- 파괴연구소
- 글링크미디어

### 매니지먼트

#### 배우
- BH엔터테인먼트
- 매니지먼트 숲
- 제이와이드컴퍼니
- 어썸이엔티
- VAST 엔터테인먼트
- 킹콩 by 스타쉽

#### 모델
- 레디 엔터테인먼트

## 스토리부문

### 해외 플랫폼
- 타파스엔터테인먼트
  - 타파스
  - 래디쉬
  - 우시아월드
- 크로스코믹스

### 스토리 콘텐츠 제작 및 유통
- 삼양씨앤씨
- 다온크리에이티브
- 알에스미디어
- 케이더블유북스
- 인타임
- 필연매니지먼트
- 슈퍼코믹스스튜디오
- 넥스트레벨스튜디오
- 사운디스트엔터테인먼트

### 콘텐츠 현지화
- 키위바인

## 뮤직부문

### 매니지먼트
- IST엔터테인먼트
- 스타쉽엔터테인먼트
- 이담 엔터테인먼트
- 하이업엔터테인먼트
- 안테나

### 음악 콘텐츠
- 1theK
- 쇼노트
- 멜론